# Feast on Scraps
Feast on Scraps es el segundo CD/DVD de la intérprete canadiense Alanis Morissette, lanzado el 10 de diciembre de 2002. El DVD contiene un concierto grabado en Róterdam (Países Bajos), el que incluía imágenes de los recitales y el backstage de los mismos. El CD incluye 9 temas inéditos grabados en estudio que Alanis no incluyó en su anterior álbum, Under Rug Swept, lanzado a principios de ese año. De estos temas inéditos cabe destacar el sencillo "Simple Together" y la versión acústica de "Hands Clean". En septiembre de 2008 Feast on Scraps había vendido 76 000 copias en los Estados Unidos.

## Lista de canciones

### CD
- Todas las canciones escritas por Alannis Morisette.

1. "Fear of Bliss" – 4:37
2. "Bent for You" – 4:41
3. "Sorry to Myself" – 5:44
4. "Sister Blister" – 4:13
5. "Offer" – 4:05
6. "Unprodigal Daughter" – 4:13
7. "Simple Together" – 4:48
8. "Purgatorying" – 4:28
9. "Hands Clean" (acoustic) – 4:08

### DVD
1. "Baba" (Morissette, Glen Ballard)
2. "Right Through You" (Morissette, Ballard)
3. "21 Things I Want in a Lover" (Morissette)
4. "Hand in My Pocket" (Morissette, Ballard)
5. "Purgatorying" (Morissette)
6. "Unprodigal Daughter" (Morissette)
7. "Flinch" (Morissette)
8. "All I Really Want" (Morissette, Ballard)
9. "Precious Illusions" (Morissette)
10. "Sympathetic Character" (Morissette)
11. "Purgatorying" (Morissette)
12. "So Unsexy" (Morissette)
13. "Head over Feet" (Morissette, Ballard)
14. "Purgatorying" (Morissette)
15. "You Oughta Know" (Morissette, Ballard)
16. "Hands Clean" (Morissette)
17. "Uninvited" (Morissette)
18. "Ironic" (Morissette, Ballard)
19. "You Learn" (Morissette, Ballard)
20. "That Particular Time" (Morissette)
21. "Thank U" (Morissette, Ballard)